# Sava Grujić
Sava Grujić (Сава Грујић), född 25 november 1840 i byn Kolari nära Smederevo, död 3 november 1913 i Belgrad, var en serbisk statsman och militär.
Grujić utbildades till artilleriofficer i Belgrad, Berlin och Ryssland, deltog i serbisk-turkiska kriget 1876, blev samma år överste och var krigsminister under kriget 1877–78. Han blev 1879 serbisk diplomatisk agent i det nya furstendömet Bulgarien samt envoyé 1883 i Aten och 1886 i Sankt Petersburg.
Grujić tillhörde det radikala partiet och intog efter återkomsten till Serbien en framskjuten plats i dess inre politik. Han blev 1887 krigsminister i Jovan Ristićs ministär, var – dåmera befordrad till general – ministerpresident januari till april 1888, kallades vid kung Milan I:s abdikation i mars 1889 åter till samma post och kvarstod till början av 1891. Han blev samma år serbisk minister i Konstantinopel och 1893 åter krigsminister och trädde i slutet av året i spetsen för regeringen, men avgick redan i januari 1894. 
Grujić utnämndes 1897 till minister i Sankt Petersburg, men i samband med den process mot en del radikala politiker, som följde efter attentatet mot kung Milan 1899, måste han samma år lämna denna plats. Under kung Peter I var han åter ministerpresident oktober 1903 till december 1904 och mars till april 1906.